# Gage Brown
Gage Brown (* 20. Oktober 2002 in Long Island) ist ein US-amerikanischer Eiskunstläufer. Mit seiner Schwester Oona Brown vertritt er die USA im Eistanz. Zusammen gewannen sie die Juniorenweltmeisterschaften 2021.

## Persönliches
Gage Brown lebt in Long Island mit seinen Eltern Zhon Brown und Louis DeVirgilio, die ihn zu Hause unterrichteten. Er hat drei ältere und drei jüngere Geschwister; die zwei Jahre jüngere Oona ist seine nächstjüngere Schwester.
Gemeinsam mit Oona und zwei weiteren seiner Geschwister ist Gage Brown Mitglied einer Marching Band, in der er Dudelsack spielt und mit der er an überregionalen Wettbewerben teilnimmt. Zusätzlich spielt er Bassgitarre in einer Band mit zweien seiner Brüder. Neben dem Eiskunstlauf trainiert er Geländelauf. Er spielt Fußball und betätigt sich als Schiedsrichter.
Gage Brown begann im Alter von sechs Jahren mit dem Eiskunstlauf, angeregt von seiner älteren Schwester, die bereits in Wettbewerben antrat. Als Vorbilder im Eiskunstlauf nennt er die Eistanzpaare Kaitlyn Weaver und Andrew Poje und Tessa Virtue und Scott Moir.
Im Dezember 2020 zeigten Oona und Gage Brown ihre neue Kür zu dem Metallica-Song Nothing Else Matters auf einer öffentlichen Eisbahn im Bryant Park in New York, dokumentiert durch On Ice Perspectives, ein Projekt des Eistänzers und Kameramanns Jordan Cowan. Das Youtube-Video wurde zu einem viralen Internetphänomen und ist mit über 25 Millionen Aufrufen (Stand: Dezember 2022) eins der meistgesehenen Eiskunstlauf-Videos auf Youtube.
Oona und Gage Brown treten regelmäßig im Ice Theatre of New York auf.

## Sportliche Karriere
Oona und Gage Brown trainierten für etwa sechs Jahre im Einzellauf. Auf Vorschlag eines Trainers begannen sie gemeinsam für den Paarlauf zu trainieren. Sie entschieden sich nach einem Jahr, weiter als Paar anzutreten, aber bevorzugten den Eistanz.
In der Saison 2018/19 belegten sie bei ihrer ersten Teilnahme in der Junioren-Klasse der den US-amerikanischen Meisterschaften den 4. Platz und sammelten erste internationale Wettbewerbserfahrung in der Junior-Grand-Prix-Serie. In der folgenden Saison gewannen sie bei den US-amerikanischen Juniorenmeisterschaften die Bronzemedaille. Sie nahmen erneut am Junior Grand Prix teil, wo sie zwei 5. Plätze erreichten, und an der Juniorenweltmeisterschaft, bei der sie den 10. Platz belegten.
In der Saison 2020/21 fielen die Wettbewerbe des Junior Grand Prix aus. Oona und Gage Brown nahmen nur an den nationalen Juniorenmeisterschaften teil, wo sie die Silbermedaille gewannen.
In der folgenden Saison nahmen sie erneut an zwei Junior-Grand-Prix-Wettbewerben in Österreich und Frankreich teil, bei denen sie eine Silber- und eine Goldmedaille gewannen. Damit waren sie für das Finale qualifiziert, das aber aufgrund der COVID-19-Pandemie abgesagt wurde. Im Januar 2022 mussten sie aufgrund einer SARS-CoV-2-Infektion ihre Teilnahme an den nationalen Juniorenmeisterschaften absagen. Bei den Juniorenweltmeisterschaften 2022 in Tallinn konnten sie wieder antreten und gewannen die Goldmedaille.
In der folgenden Saison wechselten Oona und Gage Brown zum Wettbewerb der Erwachsenen. Sie begannen die Saison mit zwei Wettbewerben der ISU-Challenger-Serie – der Budapest Trophy und dem Nepela Memorial –, wo sie jeweils den 5. Platz belegten. Sie erhielten zwei Einladungen in die ISU-Grand-Prix-Serie. Bei der MK John Wilson Trophy belegten sie den 8., beim Grand Prix Espoo den 7. Platz.

## Ergebnisse
| Meisterschaft/Saison             | 2022/23 | 2023/24 |
| -------------------------------- | ------- | ------- |
| US-amerikanische Meisterschaften | 9.      |         |
| Grand-Prix-Serie/Saison          | 2022/23 | 2023/24 |
| MK John Wilson Trophy            | 8.      |         |
| Grand Prix Espoo                 | 7.      |         |
| Skate America                    |         | 7.      |
| Skate Canada                     |         | 4.      |
| Challenger-Serie/Saison          | 2022/23 | 2023/24 |
| Budapest Trophy                  | 5.      |         |
| Nepela Memorial                  | 5.      |         |
| Finlandia Trophy                 |         | 7.      |

Juniorenwettbewerbe
| Juniorenwettbewerb/Saison                  | 2018/19 | 2019/20 | 2020/21 | 2021/22 |
| ------------------------------------------ | ------- | ------- | ------- | ------- |
| Juniorenweltmeisterschaften                |         | 10.     |         | 1.      |
| Junior-Grand-Prix-Finale                   |         |         |         | A       |
| Junior Grand Prix Armenien                 | 8.      |         |         |         |
| Junior Grand Prix Österreich               |         |         |         | 2.      |
| Junior Grand Prix Frankreich               |         |         |         | 1.      |
| Junior Grand Prix Italien                  |         | 5.      |         |         |
| Junior Grand Prix Litauen                  | 9.      | 5.      |         |         |
| Junior Grand Prix Russland                 |         | 8.      |         |         |
| U. S. Championships                        | 4.      | 3.      | 2.      | Z       |
| A = Wettbewerb abgesagt; Z = zurückgezogen |         |         |         |         |